# Moulins Yzeure Foot

Logo cũ.

Moulins Yzeure Foot là một câu lạc bộ bóng đá Pháp có trụ sở tại Yzeure, được thành lập vào năm 1938.
Vào ngày 4 tháng 1 năm 2014, câu lạc bộ đã đánh bại FC Lorient của Ligue 1 1-0 trong vòng 1/64 của Coupe de France.
Vào tháng 6 năm 2016, sau khi AS Moulins phá sản, một thỏa thuận đã được ký kết giữa các nhà lãnh đạo của AS Yzeure và các nhà lãnh đạo của thị trấn Moulins và Yzeure để cho phép đội đầu tiên của AS Yzeure thi đấu với tư cách là Moulins Yzeure Foot 03. Tên chính thức và đăng ký của câu lạc bộ với FFF vẫn là AS Yzeure 03.